# Tsetserleg, Arkhangai
Tsetserleg (tiếng Mông Cổ: Цэцэрлэг, vườn) là một sum của tỉnh Arkhangai tại miền trung Mông Cổ. Vào năm 2010, dân số của sum là 3.495 người.

## Địa lý
Sum nằm ở phía bắc của tỉnh và bị chia cắt khỏi tỉnh lị Tsetserleg. Tsetserleg nằm cách thành phố cùng tên 212 km và cách thủ đô Ulaanbaatar khoảng 620 km.
Sum Tsetserleg nằm giữa những ngọn núi: Jarglant, Arshan, Khujirt và Chongord, được bao quanh bởi nhiều thung lũng.
Hệ động vật bao gồm cáo, sói, dê hoang dã, hươu và cừu hoang.

### Khí hậu
Khu vực này có khí hậu lục địa khắc nghiệt. Nhiệt độ trung bình tháng 1 dao động từ -22 đến -24 °C, trong khi nhiệt độ tháng 6 nằm trong khoảng từ 14 đến 16 °C. Lượng mưa trung bình hàng năm là 280 – 400 mm.

## Kinh tế
Các tiện ích tại đây bao gồm một trường học, bệnh viện và khu nghỉ dưỡng.